# Fondazione Ugo Bordoni
La Fondazione Ugo Bordoni (in acronimo FUB) è un'Istituzione di Alta Cultura e Ricerca operante nel settore delle telecomunicazioni e delle tecnologie dell'informazione dedicata a Ugo Bordoni.

## Modello organizzativo
L’attuale modello organizzativo della Fondazione persegue un equilibrio efficiente tra Ricerca Scientifica, Ricerca Istituzionale e Ricerca finalizzata
- Mediante la Ricerca Scientifica, la Fondazione contribuisce, anche in ambito internazionale, alla produzione di nuova conoscenza in ambito TLC e ICT, con gli strumenti tipici della ricerca (pubblicazioni, software, conferenze);
- La Ricerca Istituzionale consiste in attività di ricerca e supporto tecnico-scientifico - svolte in conformità al proprio Statuto o ad atti amministrativi di alto livello - che producono beni d’interesse del Governo, della PA, delle comunità scientifiche o dei cittadini;
- La Ricerca Finalizzata consiste in attività di ricerca, sperimentazione e sviluppo in risposta a specifici bandi o committenze.

I principali ambiti d’interesse e attività possono essere così schematizzati:
- Spettro
- Reti
- Analisi Dati
- Cyber security
- Servizi Digitali

## Percorso storico

### I primi cinquant'anni: la ricerca di frontiera
Nel 1952, l'Amministrazione delle Poste e delle Telecomunicazioni, le Società Concessionarie dei pubblici servizi di telecomunicazione e le industrie manifatturiere del settore costituirono la fondazione.
Istituita con DPR n. 2462 del 2 agosto 1952 e nata come costola dell'Istituto di ricerca del Ministero delle Poste e Telegrafi (ISPT), la Fondazione fu intitolata a Ugo Bordoni. La Presidenza fu assunta da Vittorio Gori. Primo Segretario Generale fu Andrea Ferrari Toniolo.
Tra i capisaldi di questa attività vi furono la partecipazione in Organismi di normativa e standardizzazione di livello nazionale e internazionale (spesso per conto del Ministero P.T.) e la collaborazione con Organismi e Agenzie internazionali (Agenzia Spaziale Europea, COST, RACE, DRIVE, Esprit, ACTS). A livello nazionale, sono da ricordare le collaborazioni con il Ministero della Difesa (crittografia e riconoscimento del parlatore), con il Ministero dei Beni Culturali e Ambientali, con il Consiglio Nazionale delle Ricerche, con l'Autorità per l'Informatica nella Pubblica Amministrazione (problemi di sicurezza per la rete unitaria).
Nel 1984, le società concessionarie SIP, Italcable e Telespazio (nel rinnovare le convenzioni con l'Amministrazione) assunsero formalmente l'impegno di partecipare con un contributo annuale pari a circa l'1X1000 del proprio fatturato all'attuazione dei programmi di ricerca della fondazione. Nel 1985 Francesco Fedi fu nominato Direttore delle Ricerche, carica che mantenne fino al 2000 e che, in precedenza, era stata ricoperta da Bruno Peroni (1960-1964), Renato Koch (1964-1982) e Gino Pagni (1982-1985).
Dal 1984 al 1994, le attività della Fondazione conobbero un notevole incremento, anche grazie a una completa riorganizzazione scientifica e operativa. FUB modificò la propria struttura organizzandola in Settori (ciascuno dei quali articolato in Gruppi di ricerca).
Nel 1994, parallelamente al rinnovo della convenzione tra FUB e Ministero P.T., anche la società Telecom Italia rinnovò il proprio contributo alla Fondazione. Entrambe le convenzioni avevano durata fino al Duemila.
Alla fine degli anni Novanta, la fondazione era presieduta da Bruno Amoroso. Direttore delle ricerche era Francesco Fedi e Segretario Generale Giovanni Lanzara. L'organico della Fondazione contava circa 180 dipendenti, l'80% dei quali era addetto alla ricerca.

### Gli anni 2000: verso una nuova corporate identity
I cambiamenti strutturali e le politiche di disinvestimento nella ricerca che interessarono il settore TLC a partire dagli anni Novanta segnarono per la fondazione l'inizio di un processo di ridefinizione della propria identità e degli interessi di ricerca. Dal Duemila, la fondazione ha affiancato l'attività di ricerca con quella di consulenza nei confronti di tutta l'amministrazione pubblica. Attività che essa svolge come soggetto terzo e indipendente
A seguito delle privatizzazioni che interessarono il settore TLC a cavallo tra anni Novanta e anni Duemila, il modello della Fondazione che aveva tenuto per 50 anni, entrò in crisi. In particolare, con la fine del monopolio Telecom Italia, decadde la Convenzione che costituiva la principale fonte di finanziamento dell'ente. La Fondazione fu quindi messa in liquidazione e, con DM 3.8.2000, trasformata in una nuova Fondazione con ragione sociale e scopo identici, e con continuità giuridica dei rapporti di lavoro.
La nuova Convenzione del marzo 2001 con il Ministero delle comunicazioni diede inizio a diversi progetti riguardanti le nascenti reti a larga banda. Il progetto più rilevante fu la realizzazione della rete nazionale di monitoraggio dei campi elettromagnetici a radiofrequenza. Alla Fondazione fu affidata la realizzazione progettuale della rete, del sito e del database per la raccolta e la pubblicazione dei dati. Alle ARPA/APPA, con il coordinamento della Fondazione, venne affidato il compito di scegliere i siti da monitorare e il compito di rilevare e validare le misure secondo protocolli concordati con tutto il sistema delle Agenzie e tradotti in specifiche linee guida. Angelo Bonelli di Europa Verde ha sottolineato il conflitto di interessi di alcuni membri della FUB con le società di telecomunicazioni.
In ottemperanza alla legge n.66/2001, che aveva prescritto la conversione (entro la fine del 2006) di tutte le trasmissioni televisive terrestri in tecnica digitale, con la legge finanziaria 2003 fu previsto l'affido alla Fondazione del coordinamento tecnico della fase di sperimentazione del passaggio alla televisione digitale terrestre.
Al termine della gestione commissariale di Giuseppe Mario Scali (2000 -2003), FUB fu riconosciuta dalla legge 3/2003 come Istituzione di Alta Cultura e Ricerca soggetta alla vigilanza del Ministero delle comunicazioni, dal 2008 incorporato nel Ministero dello sviluppo economico.
La nuova Fondazione aveva un organico inferiore alle 100 unità. Le sue principali fonti di finanziamento erano costituite da finanziamenti del Ministero regolati attraverso specifiche convenzioni, da contributi alla ricerca definiti dalle leggi 3/2003 e 80/2005, nonché dai contributi di aziende del settore riconosciuti statutariamente come Fondatori. Fino al 2007, inoltre, FUB usufruì del fondo straordinario per la realizzazione del sistema nazionale di monitoraggio dei campi elettromagnetici.
Sotto la presidenza di Giordano Bruno Guerri (Direttore Generale Guido Salerno; Direttore delle Ricerche Mario Frullone), ebbe inizio lo spostamento dell'attività di ricerca FUB in direzione di progetti finalizzati su commessa, al costo della riduzione delle attività di ricerca non finalizzate. E cominciò a delinearsi il ruolo della FUB come soggetto preposto a coadiuvare operativamente il Ministero dello sviluppo economico e altre amministrazioni pubbliche.

### 2007: FUB advisor tecnico della PA
Nel 2007, a seguito di una nuova Convenzione con il Ministero delle comunicazioni, la Fondazione fu coinvolta direttamente nel grande processo di transizione alla TV digitale.
Al fine di tracciare un ruolo di consulenza tecnica anche verso altre istituzioni (Ministeri, Autorità, in particolare quelle per le Garanzie nelle Comunicazioni e per la Privacy, Enti ed Agenzie), la Fondazione (Presidente Maurizio Decina, Direttore Generale Antonio Sassano), modificò nuovamente la propria struttura interna articolandola in aree di competenza tecnica di supporto ai Progetti commissionati dal Ministero delle comunicazioni.
Al contempo, per mantenere alto il livello della ricerca, fu istituito un Advisory Board, composto da personalità del mondo scientifico ed accademico e con funzione di indirizzo delle attività non finalizzate. Inoltre, con l'obiettivo di cogliere le opportunità offerte dal 7° Programma Quadro dell'Unione Europea, fu nominato un Direttore dei Progetti Internazionali.
La modifica allo Statuto del 2008 e il successivo passaggio legislativo (legge 69/2009) conferirono alla Fondazione la nuova identità di organismo di diritto pubblico con un Consiglio di Amministrazione di 3 membri nominati dal Ministro dello Sviluppo Economico (di cui 1 designato dal Presidente del Consiglio e 1 sentito il parere del Presidente dell'Autorità delle Garanzie nelle Comunicazioni).
Sotto la Presidenza di Enrico Manca, la legge 69/2009 ha riconosciuto come compiti della Fondazione quello di elaborare strategie di sviluppo per il settore delle comunicazioni e quello di coadiuvare operativamente il Ministero dello sviluppo economico ed altre amministrazioni pubbliche nella soluzione organica e interdisciplinare delle problematiche di carattere tecnico, economico, finanziario, gestionale, normativo e regolatorio connesse alle rispettive attività. Su richiesta dell'Autorità per le garanzie nelle comunicazioni o di altre Autorità amministrative indipendenti, la Fondazione svolge altresì attività di ricerca ed approfondimento su argomenti di carattere tecnico, economico e regolatorio.
Con la Convenzione del 22 dicembre 2009, il Ministero dello sviluppo economico ha rinnovato l'affido alla Fondazione dei progetti finanziati con il “Fondo per il passaggio al digitale”.
Nella sua nuova veste di advisor tecnico-scientifico, FUB è stata parte attiva in alcuni dei più importanti processi d'innovazione tecnologica degli ultimi anni: lo sviluppo delle reti mobili (3G, 4G-LTE) e la transizione alla piattaforma televisiva digitale terrestre; la riflessione e le azioni relative alla gestione dello spettro radioelettrico e allo sviluppo della banda larga in Italia.
Dal 2007, FUB non riceve più alcun contributo a fondo perduto per la ricerca. Pertanto, le attività di Ricerca Istituzionale, svolte in conformità al proprio Statuto o ad atti amministrativi di alto livello e che producono beni d’interesse del Governo, della PA, delle comunità scientifiche o dei cittadini, costituiscono la principale fonte di finanziamento.
Nel 2011, sotto la presidenza di Alessandro Luciano, è stata messa a punto un'ulteriore riorganizzazione della struttura interna, al fine di rendere lo svolgimento delle diverse funzioni più efficiente ed efficace rispetto alle attività assegnate alla Fondazione dal Ministero dello sviluppo economico, dalle Autorità di garanzia e da altre Pubbliche Amministrazioni.

## Principali realizzazioni dal ’52 ad oggi

### Attività 1952/2000
Onde millimetriche
Negli anni Sessanta, FUB, per prima in Italia, lancia un ampio programma di ricerca sulle guide per onde millimetriche. Ideatore e animatore del programma è Gian Carlo Corazza, affiancato da Francesco Valdoni. La campagna di ricerche conduce alla costruzione di guide il cui progetto è assolutamente originale e allo sviluppo di nuove     avanzatissime tecniche di misura per la caratterizzazione del mezzo trasmissivo. Nel 1968, con la nascita del Centro Onde Millimetriche, FUB approda a Bologna, nella mitica Villa Griffone, culla della radio e tuttora sede della Fondazione Marconi.
Innovazione tecnologica in campo televisivo
Nel 1966, insieme all'ISPT e al CRIT (Centro Ricerche e Innovazione Tecnologica RAI), la Fondazione rappresenta l'Italia alla riunione del CCIR di Oslo per la valutazione e definizione degli standard della TV a colori che si conclude con l'adozione del PAL. Da allora, la Fondazione supporta     l'Amministrazione nella definizione degli standard televisivi (dal colore all'HD).
Sistemi radio terrestri e satellitari
Le metodologie sviluppate dalla Fondazione per l'introduzione di sistemi a frequenze superiori a 10 GHz entrano a far parte delle raccomandazioni ITU per la pianiﬁcazione dei sistemi radio terrestri e satellitari a queste frequenze.
FUB partecipa a vari progetti sperimentali (Sirio, OTS, Olympus e Italsat) e gioca un ruolo di primo piano nel coordinamento dei progetti europei COST, in sede URSI, ITU ed ESA. Coordina, inoltre, la commissione incaricata di riferire sulla scelta tra il sistema europeo EUROPSAT e il sistema italiano SARIT per l'introduzione in Italia della televisione diretta da satellite.
Alla fine degli anni '80, l'incalzante domanda di spettro radio e le esigenze di nuovi servizi mettono in rilievo nuovi temi di studio. L'attività di ricerca si muove verso frequenze più elevate, fino a 40/50 GHz e anche 90 GHz, con la messa a punto di una modellistica meteorologica ed elettromagnetica sempre più raffinata e con campagne sperimentali di tipo radiometrico.
Fibre ottiche
La Fondazione si cimenta nella costruzione del laser a rubino e partecipa attivamente al progetto strategico “Impresa MaserLaser” del CNR. Verso la metà degli anni '70, alla Fondazione viene affidata la Direzione tecnica del progetto finalizzato  "Aiuti alla Navigazione e Controllo del Traffico Aereo", in collaborazione con il CNR.
Negli anni Ottanta, FUB promuove l'utilizzo delle ﬁbre monomodo, l'uso della commutazione di frequenza e l'impiego dei solitoni nei sistemi di trasmissione per le lunghissime distanze.
Nel 1989, la Fondazione è impegnata attivamente nel progetto ﬁnalizzato “Telecomunicazioni” del CNR.
Sicurezza
Nei primi decenni di attività della Fondazione, un intero settore della linea ricerca è dedicato alla “Protezione dell'informazione”. Nei temi della codifica numerica di sorgente e della crittografia, vengono raggiunti risultati di grande rilevanza internazionale.
Negli anni Novanta, la Fondazione collabora con l'AIPA (Autorità per l'Informatica nella Pubblica Amministrazione) per i problemi di sicurezza della Rete Unitaria della Pubblica Amministrazione.
Evoluzione dei sistemi radiomobili
FUB viene scelta come punto di riferimento sopra le parti per il controllo delle coperture delle reti GSM di OMNITEL e TIM. In particolare, la Fondazione conduce il confronto, in termini di efficienza spettrale, tra i sistemi candidati per lo standard numerico pan-europeo GSM.
Digitalizzazione della PA
Nel 1995 l'Arma dei carabinieri acquista il SW “IDEM” realizzato dalla Fondazione Ugo Bordoni per il riconoscimento del parlante in ambito forense. In seguito, il sistema è stato continuamente aggiornato al fine di renderne l'uso il più possibile indipendente dall'operatore, di fornire dati replicabili, di adeguare la presentazione dei risultati alle esigenze della Magistratura e alle convenzioni internazionali.
Brevetti
Negli anni 1990-2000, FUB ottiene più di dieci brevetti; sono di questi anni, inoltre, le realizzazioni del chip RSA 512 (prodotto industrialmente in Italia sulla base di un algoritmo sviluppato per l'esecuzione rapida delle operazioni aritmetiche su grandi numeri) e di carte intelligenti per il controllo d'accesso basate sulla rappresentazione dei numeri proposta in Fondazione.

### Attività 2000/2007
Monitoraggio dei livelli di CEM (Tutela dei cittadini/utenti)
In collaborazione con le Agenzie regionali (ARPA) e provinciali (APPA) per la Protezione dell'Ambiente, FUB realizza la rete nazionale di monitoraggio dei livelli di CEM che rappresenta una best practice a livello internazionale. Parallelamente alla campagna di monitoraggio, si svolge un'importante campagna d'informazione “mobile”: un itinerario che si snoda lungo tutto il territorio nazionale e, attraverso appositi accordi con le amministrazioni locali, prevede anche misure dimostrative dei livelli di CEM. Dopo la sperimentazione, conclusasi nel 2004, la rete è divenuta completamente operativa nel 2005 con il dispiegamento sul tutto il territorio nazionale di 1.200 centraline di monitoraggio.
NGN
Tra il 1999 e il 2002, FUB promuove la diffusione della larga banda in Italia. A Roma viene sperimentata la rete ottica più veloce del mondo, basata sulla conversione di frequenza e sulla trasmissione di più canali a 40 Gbit/s sulla stessa fibra in un collegamento lungo.
Nel 2002, la Fondazione coordina il Gruppo di Lavoro Tecnico istituito dal Governo per l'adeguamento dell'ordinamento nazionale in ambito TLC alle normative comunitarie e contribuisce alla redazione del Decreto Legislativo n.198/2002, recante disposizioni volte ad accelerare la realizzazione delle infrastrutture per le reti.
Nello stesso anno, viene affidato alla Fondazione il coordinamento del gruppo di lavoro che ha il compito di analizzare le caratteristiche dei sistemi Wi-Fi, allo scopo di formulare proposte operative che ne consentano uno sviluppo regolamentato in ambito europeo.
Sicurezza
Dal 2001, FUB è impegnata nel progetto SICUR-CERT (durato fino al 2009) con il quale supporta l'ISCTI sia per le attività del Ce.Va. (Centro di Valutazione abilitato dall'Autorità Nazionale secondo quanto previsto dallo “Schema Nazionale per la valutazione e la certificazione della sicurezza delle tecnologie dell'informazione, ai fini della tutela delle informazioni classificate, concernenti la sicurezza interna ed esterna dello Stato”), sia in vista del ruolo di Organismo di Certificazione nazionale della Sicurezza Informatica (OCSI), assegnato all'ISCTI con DPCM del 30 ottobre 2003.
Nel 2006, FUB contribuisce allo sviluppo del Piano Nazionale di sicurezza ICT nella Pubblica Amministrazione e del relativo Modello Organizzativo.
Trattamento automatico del linguaggio
Dal 2002 la Fondazione Ugo Bordoni è attiva nell'ambito del Trattamento automatico del linguaggio (TAL), la tecnologia che ha l'obiettivo di consentire di parlare alle macchine in linguaggio naturale. In particolare, FUB lavora all'identificazione biometrica dell'individuo a partire dalla sua voce e, nel quadro delle attività di sviluppo della TV digitale, avvia un progetto volto alla realizzazione di un'interfaccia vocale che consenta di interagire con la televisione in modo naturale, senza utilizzare il telecomando. Non ultimo, la Fondazione è impegnata nel coordinamento della ricerca nazionale mediante il Forum TAL.
Standardizzazione e certificazione
Nel periodo 2003-2011, FUB ha supportato l'ISCTI nel suo ruolo di Ente di certificazione internazionale per la validazione di sistemi di rete e terminali che utilizzano lo standard di comunicazione radiomobile digitale TETRA (Terrestrial Trunked Radio): il primo standard aperto riservato a “utenti professionali” (forze di pubblica sicurezza europee).
Qualità dei servizi di comunicazione elettronica (Tutela dei cittadini/utenti)
Nel 2005, la Fondazione, in collaborazione con Fastweb e ISCOM, avvia attività di analisi della QoS finalizzate alla determinazione di nuove strategie di controllo della qualità per un servizio IP-TV.
L'anno successivo, a seguito della delibera AGCOM n. 11/06/CIR, FUB s'impegna nella definizione di un insieme comune di standard, protocolli di segnalazione e interfacce tecniche necessari per l'interconnessione e l'interoperabilità di servizi VoIP.
Innovazione tecnologica in campo televisivo
Coinvolta già nelle prime fasi del processo di transizione alla tv digitale con il Progetto DVB-T, la Fondazione coordina la sperimentazione e promuove la creazione di organismi per l'armonizzazione degli interessi coinvolti e l'adozione di un profilo di decoder unico per il mercato italiano. Con il coordinamento della Fondazione, nascono quattro associazioni (DGTVi; Sistemi Digitali; Contenuti Digitali; Ambiente Digitale) e il gruppo di lavoro “HD Forum Italia” tuttora attivo sulle tematiche della transizione al DVB-T2, delle codifiche avanzate di sorgente (HEVC, anche nella versione 3D) e della definizione ultra alta (4K).
Nel 2005, il Ministero delle comunicazioni affida alla Fondazione il ruolo di coordinamento delle procedure di switchover nelle regioni pilota (a cominciare dalla Sardegna) e, nel 2006, la realizzazione del Registro Nazionale delle Frequenze (RNF) con la finalità di rendere disponibile per il Ministero uno strumento informatizzato per il controllo e la gestione degli oltre 25.000 impianti di trasmissione coinvolti nel processo di transizione alla TV digitale.
E-inclusion
L'attenzione ai temi del divario digitale e dell'accessibilità si sostanzia in una serie di progetti finalizzati a promuovere l'accesso a Internet dei disabili e l'innovazione della cultura scolastica mediante supporti infrastrutturali e tecnologici.

### Attività 2007/2016
Gestione e armonizzazione dello spettro
Dopo aver supportato l'Autorità per le Garanzie nelle Comunicazioni nella costituzione di un catasto degli impianti per la radiodiffusione televisiva e nella definizione delle modalità di assegnazione delle frequenze e di esecuzione delle procedure di switch-off della televisione analogica, dal 2009, FUB è impegnata in numerose attività di supporto al MISE e all'AGCOM per la gestione e il monitoraggio di tutte le fasi del processo di transizione al digitale terrestre (realizzazione del “Master Plan” della transizione degli impianti, coordinamento di tutte le attività tecniche e delle campagne di informazione ai cittadini).
Al termine di tale processo, la Fondazione è chiamata a svolgere il ruolo di advisor tecnico del MISE nella Gara per l'assegnazione del primo dividendo digitale (banda a 800 MHz) da destinare agli operatori di comunicazione mobile per lo sviluppo di servizi LTE. La Fondazione, inoltre, supporta il MISE nell'attuazione del Piano di riorganizzazione della banda a 900 MHz e a 1800 MHz.
In merito alle possibili interferenze tra sistemi 4G LTE e televisione digitale terrestre sulla banda a 800 MHz, viene assegnato alla Fondazione il ruolo di Gestore della mitigazione.
FUB supporta l'AGCOM nella realizzazione dell'indagine conoscitiva sull'attribuzione, l'assegnazione e l'utilizzo dello spettro radioelettrico (Spectrum Inventory), una delle azioni preliminari di maggior rilievo imposte agli Stati Membri ﬁnalizzata a conoscere il reale utilizzo delle frequenze.
In adempimento al Programma Europeo per le politiche dello spettro radio, che prevede l'apertura della banda a 700 MHz (cosiddetto secondo dividendo digitale) alle comunicazioni mobili, la Fondazione è impegnata nella definizione di modalità e tempistiche specifiche per l'Italia, ma compatibili con le linee guida dettate a livello internazionale.
Nel 2015 FUB partecipa ai lavori della Conferenza Mondiale delle Radiocomunicazioni (WRC-15) e coordina, per conto del MISE, il gruppo di lavoro istituito in ambito CEPT con l'obiettivo di migliorare l'efficienza d'uso nella banda 3.6-3.8 GHz. Viene inoltre instaurata una proficua collaborazione con il Joint Research Centre (JRC) della CE che consente di avviare il primo progetto pilota al mondo dedicato all'accesso condiviso alle frequenze, sviluppato secondo l'approccio Licensed Shared Access (LSA) nella banda 2.3-2.4 GHz, con il coordinamento della FUB.
Qualità dei servizi di comunicazione elettronica
Nel 2008, l'AGCOM (Delibera n. 244/08/CSP) avvia il progetto italiano per il monitoraggio della qualità degli accessi a Internet da postazione fissa. In questo ambito, FUB realizza una rete nazionale di monitoraggio degli accessi in banda larga e specifici software gratuiti (Ne.Me.Sys. e MisuraInternet Speed Test) per la misurazione certificata della qualità del proprio accesso a Internet da parte dell'utente.
In continuità con il Progetto “MisuraInternet”, nel 2012 parte il Progetto “MisuraInternet Mobile” per la misura della Qualità del Servizio nelle reti di comunicazione mobili tramite campagne di misura nomadiche (Drive test) svolte sul territorio nazionale, in numero di 2 per ogni anno (Delibera 154/12/CONS). I risultati ottenuti costituiscono il primo resoconto nazionale comparato sui dati di qualità del servizio broadband in mobilità fornito dai quattro Operatori mobili. Tali risultati sono pubblicati sul Sito web del Progetto (www.misuraInternetmobile.it).
Reti
In linea con la propria tradizione di studi in ambito NGN, FUB è impegnata nell'analisi delle nuove tecnologie (e-VDSL, Vectoring, G.Fast) e degli scenari di competizione riguardanti le architetture FTTB/FTTC negli scenari multi-operatore.
I Progetti ATENA, svolti in collaborazione con ISCOM, hanno lo scopo d'individuare azioni concrete per lo sviluppo di reti di nuova generazione ultrabroadband di tipo green. In questo contesto, viene realizzata una rete completa di tipo NGN che potrebbe operare in ambito regionale. Su tale rete sono effettuate misure sul consumo energetico dei dispositivi e sono stati testati una serie di servizi e applicazioni che richiedono alti consumi di banda (in particolare servizi video HD).
Nel 2012 si avvia in Fondazione un'importante attività scientifica nell'ambito del progetto M-PLANE (7° Programma Quadro UE), coordinato dal Politecnico di Torino e al quale partecipano 16 partner europei tra cui FUB, Telecom Italia e Fastweb. Il progetto prevede la realizzazione di un'architettura all'interno della stessa rete IP dedicata al monitoraggio delle prestazioni della rete a tutti i livelli della “Pila OSI”; vengono quindi effettuate misure di prestazione dal livello fisico fino al livello di applicazione.
La Fondazione supporta il MISE nella procedura di rendicontazione idonea a dimostrare il conseguimento degli obbiettivi di risparmio energetico da parte degli Operatori (relativamente al quinquennio di esercizio 2013-2017), ai fini del consolidamento dello sconto del 3% sul corrispettivo economico di aggiudicazione dei diritti d'uso per servizi LTE.
Nel dicembre 2014, il MISE individua nella Fondazione Ugo Bordoni uno dei soggetti cui affidare, all'interno del Piano Operativo per la Ricerca di Sistema, studi sulle smart grid per lo svolgimento di progetti di ricerca su reti attive e generazione distribuita, da attuarsi attraverso l'esistente Accordo di Programma con RSE. Nell'ambito di tale collaborazione, FUB ha il compito di integrare la componente ICT all'interno dei servizi di “smartizzazione” della rete, tra cui il Demand Response (DR), ossia il servizio che consente ai consumatori che producono elettricità in proprio di immettere corrente nella rete generale.
Nel corso del 2015, viene inaugurata un'indagine sul tema delle Content Centric Networks.
Nell'ambito della collaborazione con ISCOM, FUB studia l'evoluzione delle reti di comunicazioni mobili verso il 5G. Presso la sede ministeriale dell'EUR, vengono verificate sperimentalmente le prestazioni dei collegamenti nella banda dei 33 GHz e quella dei 75 GHz, per collegamenti indoor e outdoor.
Sicurezza
Dal 2010 al 2015, FUB collabora con ISCTI nei progetti di ricerca Sesamo 1, 2, 3 (sistemi di pagamento in mobilità) e ACS (aggiornamenti e integrazioni dello standard di certificazione della sicurezza ICT necessari per garantirne l'applicazione omogenea all'interno degli schemi nazionali di certificazione). Dal 2011 al 2013, FUB partecipa alle attività dei progetti europei ASSERT4SOA (EU-FP7) e CUMULUS (EU-FP7). Nel 2015 parte il progetto OCTAVE (Horizon 2020) che punta a sviluppare un sistema “in cloud” capace di identificare le persone attraverso la loro voce (per superare la complessità dell'utilizzo e della gestione di password testuali per il controllo di accesso logico a sistemi informatici).
Nello stesso anno, il Ministero dello sviluppo economico - Direzione Generale per la lotta alla contraffazione - Ufficio Italiano Brevetti e Marchi affida alla FUB il monitoraggio delle piattaforme online e dei merchant al fine di individuare, anche su delega dei titolari interessati, eventuali violazioni dei diritti di proprietà industriale e curare la successiva attività di segnalazione, secondo quanto stabilito nel protocollo d’intesa. FUB è stata incaricata di realizzare un servizio di orientamento tecnologico dedicato alle imprese manifatturiere che intendono utilizzare soluzioni per l’anticontraffazione.
Digitalizzazione della PA
In seguito all'emanazione del “Regolamento in materia di tutela del diritto d'autore sulle reti di comunicazione elettronica" (Delibera AGCOM n. 680/13/CONS e relativo allegato A), l'AGCOM affida alla Fondazione Ugo Bordoni la realizzazione dei processi tecnici e del sistema informatico di supporto alla gestione dei processi stessi. Nello stesso anno, l'Agenzia per l'Italia Digitale (AGID) e FUB ﬁrmano una Convenzione Quadro per la razionalizzazione e il consolidamento delle infrastrutture digitali delle pubbliche amministrazioni. L'operatività della collaborazione è definita attraverso appositi accordi esecutivi che riguardano specifici progetti strategici per la modernizzazione del Paese, quali l'Anagrafe Nazionale della Popolazione Residente (ANPR); il sistema pagoPA per i pagamenti in modalità elettronica a favore delle amministrazioni; la Carta d'Identità Elettronica (CIE). Per finire, il MiSE individua nella Fondazione Ugo Bordoni il soggetto più adatto a supportare con effetto immediato la DGLC-UIBM nello svolgimento delle proprie attività. La convenzione prevede due macro attività: realizzazione di un sistema di qualità e supporto alla conduzione sistemistica. Inoltre, nell'ambito di un ampio progetto di informatizzazione delle procedure gestite dalle Divisioni IV e V della DGSCERP, FUB è incaricata di realizzare una procedura per la gestione informatizzata delle anagrafiche degli operatori di rete televisivi nazionali e locali e della contabilità dei canoni annuali dovuti dagli stessi.
Tutela della privacy
A seguito dell'introduzione del nuovo quadro normativo in materia di telemarketing, il 31 gennaio 2011 viene istituito il Registro pubblico delle opposizioni. In qualità di gestore per conto del Ministero delle imprese e del made in Italy (già Ministero dello sviluppo economico), la FUB realizza il servizio che consente di opporsi alle chiamate pubblicitarie, tramite l'iscrizione delle utenze da parte dei contraenti telefonici la cui numerazione è presente negli elenchi pubblici. Il sistema consente inoltre agli operatori di telemarketing di verificare le liste dei contraenti che intendono contattare per finalità commerciali. A seguito delle modifiche della normativa sul telemarketing, dal 2019 il Registro pubblico delle opposizioni si applica anche agli indirizzi postali pubblicati negli elenchi pubblici, mentre dal 2022 il è stato esteso a tutti i numeri telefonici nazionali.
Alla luce della nuova normativa sulla privacy online (Cookie Law), entrata in vigore il 2 giugno 2015, la Fondazione, in collaborazione con l'Università degli Studi di Roma "La Sapienza", sviluppa un software accessibile su Internet per la valutazione automatica di conformità dei siti Web alla Cookie Law.
Evoluzione del sistema radiotelevisivo
Dal 2010, nell'ambito del laboratorio TV++ dell'ISCOM per la sperimentazione di servizi televisivi avanzati, di algoritmi di Sentiment Analysis (SA) applicati a blog e microblog (Twitter) e di tecnologie per l'elaborazione di Big Data, FUB realizza: analisi di scenario relative alla Connected TV, monitoraggio e SA dei tweets dei telespettatori; sperimentazione di tecnologie idonee all'elaborazione di grandi volumi di dati.
Sistemi informativi multimediali
In collaborazione con la Soprintendenza Speciale per i Beni Archeologici di Roma, FUB realizza due applicazioni per dispositivi mobili disponibili in forma gratuita su App Store e Google Play che consentono al visitatore di percorrere itinerari multimediali nei luoghi di maggiore interesse archeologico e/o storico-culturale di alcune aree della città di Roma. Nel 2014, viene avviata un'attività di monitoraggio, classificazione ed elaborazione di dati raccolti sui Social Network riguardanti servizi o argomenti connessi alle attività delle Pubbliche Amministrazioni, con l'obiettivo di valutare la percezione (istantanea e di tendenza) della qualità dei servizi forniti dalle PA.
E-inclusion
Nel 2009 nasce Speaky-Acutattile che prevede la realizzazione di un sistema di dialogo vocale mirato ad utenze particolari come anziani e non vedenti. La Fondazione si occupa dello sviluppo e della valutazione dell'interfaccia vocale dell'intero sistema che attua, tra l'altro, servizi di domotica, di “home entertainment”, di accesso a sistemi informativi, di controllo di sistemi medicali, ecc.

### Attività 2017/2018
5G
Per conto del MiSE e di AGCOM, la Fondazione conduce attività di studio e supporto tecnico, scientifico e operativo sull’uso delle bande pioniere per l’introduzione del 5G in Europa entro il 2020. In particolare, le attività della Fondazione sono finalizzate alla predisposizione di una road map nazionale per la cessione della banda a 700 MHz (MiSE) e allo sviluppo di un tool di simulazione in merito alla diffusione di contenuti televisivi che consentano una maggior efficienza dello spettro radioelettrico nella banda di frequenze 470-694 MHz e modalità d’uso più efficienti delle bande 700 MHz e 3.5 GHz (AGCOM).
In collaborazione con ISCOM, FUB ha realizzato la piattaforma “5G end-to-end platform”, che include un insieme di tool analitici e simulativi per lo studio delle prestazioni di reti wireless con topologie complesse e ha avviato uno studio sugli scenari d’uso dello spettro in bande non licenziate per sistemi LTE avanzati e 5G. Tale approccio, pur essendo stato implementato e validato per le analisi di coesistenza tra sistemi Wi-Fi e TDD LTE in banda 2.3-2.4 GHz, risulta generale e potrà essere applicato per lo studio di altri scenari di condivisione dello spettro previsti per lo sviluppo futuro dei sistemi 5G.
In linea con le raccomandazioni per lo sviluppo delle Smart Grid nel contesto Europeo, FUB affronta l’analisi tecnico-economica dei possibili scenari di reti TLC, considerando l’adozione sia delle reti esistenti (2G-4G) sia di quelle future (5G), per garantire il soddisfacimento di requisiti di QoS nelle Smart Grid. Inoltre, FUB è stata chiamata da AGCOM a realizzare un sistema di elaborazione per il calcolo delle coperture Wireless delle tecnologie abilitanti M2M/IoT.
Ingegneria dello spettro radio
La Fondazione ha sviluppato per AGCOM, uno strumento software che consente di valutare le possibili modalità di implementazione dell’approccio Licensed Shared Access (LSA).
Per conto del MiSE, FUB partecipa alla Commissione di valutazione delle domande per l’assegnazione di frequenze radio in onde medie assegnate all’Italia.
Nel 2017 sono proseguiti i Progetti relativi alla riorganizzazione della banda GSM a 900 e a 1800 MHz e l’impegno della Fondazione quale “Gestore” del servizio di mitigazione delle interferenze LTE/DVB-T(“Help Interferenze”).
Reti
Nella progettazione della rete 5G, sarà necessario considerare fin da subito il tema della net neutrality e le specifiche tecniche per la sua tutela. A tal fine, FUB ha sviluppato un’applicazione ad hoc per la misura della qualità dei servizi di web browsing e video streaming.
Nell’ambito della propria collaborazione con ISCOM, FUB è impegnata nella sperimentazione delle nuove tecnologie per l’accesso (Next GPON, e-VDSL, Vectoring, G.Fast), specialmente per l’impiego come tecniche di backhauling e fronthauling per reti wireless eterogenee in ambito 5G, considerando anche aspetti di Software Defined Networks (SDN) e del Network Function Virtualization (NFV).
Nel contesto della collaborazione con RSE, finalizzata a svolgere attività di ricerca nel settore energetico, vengono analizzati gli aspetti relativi alla sicurezza ICT nell’ambito delle tecnologie di Demand Response (DR) utilizzabili nelle smart grid.
Dati
Le attività di ricerca sui Big Data riguardano prevalentemente il clustering massivo di dati e ricerca di oggetti simili molto complessi, usando metodologie del tipo Locality Sensitive Hashing (LSH). Tali attività si avvalgono dell’infrastruttura hardware dell’ISCOM.
Nel 2017, FUB ha sviluppato una metodologia per l’apprendimento automatico di siti contraffattori presenti nei risultati delle ricerche Web relative a marchi commerciali (RI.SI.CO. - RIcerca SIti COntraffattori).
Nell’ambito della Convenzione con UIBM, la Fondazione ha condotto un’indagine di alto profilo sull’attuale DB IPERICO, il database gestito dalla DGLC-UIBM che contiene i dati dei sequestri di beni e articoli vari effettuati dalle Forze dell’Ordine preposte.
Nell’ambito di un Contratto di Ricerca con la Soprintendenza per il Colosseo, il Museo Nazionale Romano e l’Area Archeologica di Roma, FUB sviluppa sistemi e applicazioni multimediali per la conservazione/tutela e la valorizzazione/fruizione dei beni culturali. Le APP “iAventino”, “iTestaccio” e “iEsquilino”, disponibili sugli store Apple e Google Play, hanno ricevuto il Premio Euromediterraneo 2014 - Best APP. Ad esse si aggiunge l’Applicazione mobile “i Vittoriale”, sviluppata nell’ambito di una convenzione scientifica con la Fondazione il Vittoriale degli Italiani.
Politiche dell’ICT
La Fondazione ha supportato AgID nell’esercizio del ruolo di Authority italiana nel progetto pilota PEPPOL promosso dalla Commissione Europea al fine di individuare un insieme di elementi infrastrutturali e di specifiche tecniche che abilitino e facilitino le procedure di e-procurement. Inoltre, ha contribuito alla definizione dell’architettura collaborativa orientata alla realizzazione del sistema comproPA, così come descritto nel Piano triennale per l’ICT. Per finire, FUB ha partecipato come sotto-contraente a tre progetti CEF. FUB coadiuva AgID e MIUR nella conduzione e nella promozione degli appalti pre-commerciali.
La Fondazione collabora con AgID nell’espletamento delle attività tecniche legate all’implementazione delle seguenti innovazioni: Fascicolo Sanitario Elettronico (FSE), Sistema “pagoPA”, Sistema di conservazione per documenti amministrativi pubblici, e metadati ad essi associati. Rispetto a quest’ultimo tema, FUB ha fornito supporto a RINA nell’ambito dell’attività di certificazione e accreditamento dei conservatori documentali (in ottemperanza al DPCM 3/12/2013 (“Regole tecniche in materia di sistema di conservazione”).
FUB fornisce supporto alla DGLC-UIBM per le attività necessarie alla gestione della nuova procedura di brevettazione e delle attività inerenti al procedimento di opposizione alla registrazione dei marchi.
Per l’Autorità per le Garanzie nelle Comunicazioni, la Fondazione ha realizzato lo schema di comparazione delle tariffe effettuabile tramite un portale web dal quale è possibile accedere a tutte le offerte dei fornitori di telefonia, Internet e Pay-TV e di confrontarle sulla base di criteri omogenei. In ambito europeo, insieme a PriceWaterhouseCoopers (PWC), FUB ha realizzato uno studio per la Commissione Europea sul mercato delle comunicazioni tra paesi dell’UE. Lo scopo è di fornire un quadro dei costi delle chiamate tra paesi dell’Unione Europea, a valle dell’abolizione del roaming, e della relativa richiesta da parte degli utenti.
L’AGCOM ha affidato alla Fondazione Ugo Bordoni la realizzazione del sistema informatico per le istanze di rimozione delle opere digitali diffuse in violazione dei diritti d’autore (portale ddaonline.it). Nello stesso ambito, il software “Paladin”, realizzato da FUB per la Federazione per la Tutela dei Contenuti Audiovisivi e Multimediali (FAPAV), consentirà di permettendo di automatizzare le richieste di rimozione su diverse piattaforme di distribuzione online.
Sulla base delle rilevazioni ISTAT, FUB fornisce un quadro descrittivo dell’uso di Internet da parte dei cittadini e delle imprese in termini di disponibilità tecnologiche e frequenza d’uso, attività svolte online e motivi del mancato utilizzo.
Sicurezza
Gli indirizzi di ricerca FUB sulla “Cybersecurity” riguardano tre tematiche principali: l’impiego della tecnologia Blockchain, già utilizzata con successo per le transazioni finanziarie eseguite con Bitcoin, in altri contesti applicativi per i quali si ha interesse a decentralizzare la realizzazione di archivi e la protezione della loro integrità; la certificazione della sicurezza ICT, in particolare per quanto non dettagliato nello standard di certificazione di riferimento (ISO/IEC IS 15408) relativamente a vulnerabilità, modalità di attacco e contromisure che riguardino specifici dispositivi ICT; la Cybersecurity nel settore energetico, con particolare riferimento alle smart grid.
Con riferimento alle Commission Better Regulation Guidelines, che forniscono criteri miranti a migliorare le normative adottate dalla Commissione europea, FUB ha fornito alla Commissione gli elementi necessari per decidere il tipo di intervento da adottare al fine di rendere possibile l’esecuzione di certificazioni nel settore della Cybersecurity caratterizzate da un rapporto costi/benefici favorevole e dalla validità in tutti gli Stati membri dell’Unione europea.